# Bobby Hutcherson
Bobby Hutcherson (Los Angeles, 27 de janeiro de 1941  - Montara, 15 de agosto de 2016) foi um dos mais importantes vibrafonista e marimbista de jazz.  A sua forma de tocar o vibrafone sugere o estilo de Milt Jackson no seu fluxo melodico livre, mas o seu senso de harmonia e de interação com o grupo é inteiramente moderno. Hutcherson influenciou vibrafonistas mais jovens, como Steve Nelson, Joe Locke and Stefon Harris.
Em 2010 recebeu o prémio Jazz Master Fellowship Award da "National Endowment for the Arts" (NEA), um dos mais importantes prémios concedidos no Jazz nos EUA.

## Biografia
Hutcherson nasceu em 1941 em Los Angeles e quando criança, havia um piano em casa, tendo estudado piano com uma tia. Contudo, o seu real interesse por se tornar um músico profissional nasceu ao passar ocasionalmente na rua numa loja de discos e ouvir o vibrafonista Milt Jackson em "Bemsha Swing" no album de Thelonious Monk "The Giants of Jazz". O som de Jackson impressionou-o tanto que começou a trabalhar com o pai (pedreiro, de profissão) para juntar o dinheiro suficiente para comprar um Vibrafone. Seguiram-se os estudos com o conhecido vibrafonista Dave Pike, e em breve Hutcherson tocava num grupo local. 
In 1960, Hutcherson junta-se um grupo liderado por Al Grey e Billy Mitchell. Um ano depois, o grupo actua no lendário Birdland em Nova York, em presença de Charles mingus. Em breve Hutcherson muda-se definitivamente para Nova York, e assina com a etiqueta Blue Note. Em Nova York, além de Eric Dophy, seu conhecido de Los Angeles, rápidamente conhece John Contrane, Andrew Hill e faz a primeira sessão gravada com Grant Green.
Hucherson trabalha com musicos como Dizzy Gillespie, Herbie Hancock e McCoy Tyner, mas tem uma estreia arriscada no trabalho "One Step Beyond" (1963) de Jackie McLean, seminal da New Thing, fornecendo uma harmonia não ortodoxa ao quarteto sem piano, mas o seu trabalho no album de Eric Dolphy "Out to Lunch", de 1964, é um dos seus mais magistrais trabalhos como sideman fornecendo uma textura vibrante, a um quarteto também sem piano. Em 1965, a Blue Note publica a sua espantosa gravação de iniciante como bandleader "Dialogue". Hutcherson foi acompanhado nesse album por alguns dos grandes musicos emergentes dessa altura : o baterista Joe Chambers,  o baixista Richard Davis, o pianista Andrew Hill, o trompetista Freddie Hubbard e o saxofonista Sam Rivers.
Atraido principalmente para o free jazz e o post-bop mais experimentais, Hutcherson fez várias gravações nestes estilos para a Blue Note com Jackie McLean, Eric Dolphy, Andrew Hill, Grachan Moncur III, Joe Chambers, e Freddie Hubbard, como leader e como sideman. Apesar das numerosas gravações avant-garde feitas durante este período, a primeira sessão de Hutcherson para a  Blue Note, "The Kicker" (1963) (não publicada até 1999), demonstra as suas bases no hard bop e nos blues, tal como da mesma altura as sessões de "Idle Moments" para Grant Green, por exemplo. Muitas das suas gravações mais tardias retornam a este som hard bop, e menos ousado.
A sessão Blue Note de 1966 , "Stick-Up!", apresentando o saxofonista Joe Henderson, é notável ao ser a primeira sessão de Hutcherson com o pianista McCoy Tyner, uma longa associação que continua ainda hoje.
Entretanto Hutcherson afirmara-se também como compositor. "Little B's Poem" (do album "Components") é uma das suas composições mais conhecidas.
Em 1967, volta a Los Angeles e inicia um quinteto co-liderado pelo saxofonista tenor Harold Land, que se estreia no ano seguinte com "Total Eclipse" prosseguindo depois com outras gravações ("Spiral", "Medina", "Now"). O quinteto posiciona-se entre o free bop e o hard bop mainstream, um posicionamento avançado, mas mal  aceite na época, o que levou à dissolução do quinteto em 1971.
Hutcherson desloca-se então para San Francisco e aproxima-se do jazz de Jazz de fusão, o que resulta no álbum de 1970s San Francisco. Cerca de 1973, retorna ao bop modal e forma novo quinteto com o trompetista Woody Shaw tocando no festival de verão Montreux Jazz Festival e resultando no album "Live at Montreux". Em 1974, volta a formar um grupo com Harold Land, nesta altura já claramente na área Bop e modal, que grava por vários anos para a Blue Note, editora que finalmente abandona em 1977, ao assinar com a Columbia, para quem grava três albuns entre 1978-1979 (caso de "Un Poco Loco").
Nos anos 80 Hutcherson adiciona a Marimba às suas competências como instrumentista, e grava principalmente para a etiqueta Landmark. A década de 90 é passada essencialmente em turnés, mas em 1993 grava o album em dueto "Manhattan Moods" com McCoy Tyner. Finalmente Hutcherson muda-se para a Verve, gravando em 1999 "Skyline" e liderando um quarteto que foi mudando ao longo dos anos. 
O seu quarteto de 2007 incluiu a pianista Renee Rosnes, Dwayne Burno on contrabaixo e Al Foster na bateria. O quarteto de 2008 incluiu o pianista Joe Gilman, Glenn Richman no contrabaixo e Eddie Marshall na bateria.
Hutcherson aparece como o bandleader no filme de 1969 They Shoot Horses, Don't They?, e como Ace no filme de 1986 Round Midnight.
Entre de 2004 a 2007 Hutcherson participa nas formações do projecto SFJazz Collective.
Bobby Hutcherson pode fácilmente ser incluido entre os mais importantes Vibrafonistas da história do Jazz, com muitos trabalhos como lider, mas relevantes são também as participações de Hutcherson como sideman em albuns, alguns deles já referidos, marcantes na história do jazz, como por exemplo, e entre muitos outros, '"One Step Beyond" de Jackie McLean em 1963, os três albuns de Eric Dolphy "Iron Man" de 1963, "Coversations" do mesmo ano, e "Out to Lunch" de 1964, os albuns de Dexter Gordon "Gettin' Around" de 1964, "Sophisticated Giant" de 1977 e The Other Side of Round Midnight de 1985, os albuns de Grant Green "Idle Moments" e "Street of Dreams" ambos de 1964, ou "The Procrastinator" de Lee Morgan em 1967, e com Archie Shepp, em 1965, nos albuns "On This Night" de 1965 e New Thing at Newport, além da já referida  extensa parceria com McCoy Tyner
Em 2010 recebe o prémio de carreira Jazz Master Fellowship Award da NEA, National Endowment for the Arts, uma das mais importantes distinções concedidas nos EUA a musicos de Jazz, o qual foi estabelecido em 1982.
Hutcherson morreu em 15 de agosto de 2016, aos 75 anos, em decorrência de complicações de um enfisema. 

## Discografia

### Como lider
- 1963 The Kicker (released 1999) (Blue Note)
- 1965 Dialogue (Blue Note)
- 1965 Components (Blue Note)
- 1966 Happenings (Blue Note)
- 1966 Stick-Up! (Blue Note)
- 1967 Oblique (Blue Note)
- 1968 Patterns (Blue Note)
- 1968 Total Eclipse (Blue Note)
- 1968 Medina (Blue Note)
- 1969 Now! (Blue Note)
- 1970 San Francisco (Blue Note)
- 1971 Head On (Blue Note)
- 1972 Natural Illusions (Blue Note)
- 1973 Bobby Hutcherson Live at Montreux (Blue Note)
- 1974 Cirrus (album)|Cirrus (Blue Note)
- 1974 Linger Lane (Blue Note)
- 1975 Inner Glow (Blue Note)
- 1975 Montara (Blue Note)
- 1976 The View from the Inside (Blue Note)
- 1976 Waiting (Blue Note)
- 1977 Knucklebean (Blue Note)
- 1978 Highway One (Columbia)
- 1979 Conception: The Gift of Love (Columbia)
- 1979 Un Poco Loco (Columbia)
- 1982 Solo / Quartet (Contemporary)
- 1982 Farewell Keystone (Evidence)
- 1983 Four Seasons (Timeless)
- 1984 Good Bait (Landmark)
- 1985 Color Schemes (Landmark)
- 1985 It Ain't Easy (Landmark)
- 1988 Cruisin' The Bird (Landmark)
- 1989 Ambos Mundos  (Landmark)
- 1991 Mirage  (Landmark)
- 1992 Landmark  (Landmark)
- 1993 Acoustic Masters II  (Atlantic)
- 1999 Skyline (Verve)
- 2004 The Al Grey & Dave Burns Complete Sessions (gravada em 1962-63, Lone Hill Jazz)
- 2007 For Sentimental Reasons (Kind of Blue)
- 2009 Wise One (Kind of Blue)

### Como sideman
Com Curtis Amy & Frank Butler
- Groovin' Blue (Pacific Jazz, 1961)

Com The Aquarians
- Jungle Grass (Uni, 1969)

Com Kenny Barron
- Other Places (Verve, 1993)

Com Bayete
- Worlds Around the Sun  (Prestige, 1972)

Com Dave Burns
- Warming Up (Vanguard, 1962)

Com Donald Byrd
- Ethiopian Knights (Blue Note, 1971)
- A City Called Heaven (Landmark, 1991)

Com George Cables
- Cables' Vision (Contemporary, 1979)

Com Stanley Cowell
- Brilliant Circles (Arista-Freedom, 1969)

Com Joey DeFrancesco
- Organic Vibes (Concord, 2006)

Com Smith Dobson
- Sasha Bossa (Quartet, 1988)

Com Eric Dolphy
- Iron Man (Douglas, 1963)
- Coversations (Fred Miles, 1963)
- Out to Lunch (Blue Note, 1964)

Com Bruce Forman
- Full Circle (Concord, 1984)
- There are Times (Concord, 1987)

Com Chico Freeman
- Destiny's Dance (Contemporary, 1981)

Com Kenny Garrett
- Happy People (Warner Bros., 2001)
- Beyond the Wall (Nonesuch, 2006)

Com Luis Gasca
- Collage (Fantasy, 1975)

Com Dexter Gordon
- Gettin' Around (Blue Note, 1964)
- Sophisticated Giant (Columbia, 1977)
- The Other Side of Round Midnight (Blue Note, 1985)

Com Grant Green
- Idle Moments (Blue Note, 1964)
- Street of Dreams]] (Blue Note, 1964)

Com Al Grey
- Snap Your Fingers (Argo, 1962)
- Having a Ball (Argo, 1963)
- Night Song (Argo, 1962)

Com Herbie Hancock
- Round Midnight (Columbia, 1985)

With John Handy
- New View (Columbia, 1967)

Com Roy Haynes
- Thank You Thank You (Galaxy, 1977)

Com Eddie Henderson
- Sunburst (Blue Note, 1975)

Com Joe Henderson
- Mode for Joe (Blue Note, 1966)

Com John Hicks
- John Hicks (Theresa, 1982)
- In Concert (Theresa, 1984)

Com Andrew Hill
- Judgment! (Blue Note, 1963)
- Andrew!!! (Blue Note, 1964)
- Eternal Spirit (Blue Note, 1989)

Com Stix Hooper
- The World Within (MCA, 1979)

Com Freddie Hubbard
- Keystone Bop Vol. 2: Friday & Saturday (Prestige, 1981 [1996])
- Keystone Bop: Sunday Night (Prestige, 1981)

Com Ron Jefferson
- Love Lifted Me (Pacific Jazz, 1962)

Com Osamu Kitajima
- Masterless Samurai (Headfirst, 1979)

Com Barney Kessel
- Feeling Free (Contemporary, 1969)
- Red Hot and Blues (Contemporary, 1988)

Com Harold Land
- The Peacemaker (Cadet, 1967)
- A New Shade of Blue (Mainstream, 1971)
- Xocia's Dance (Sue-sha's Dance) (Muse, 1981)
- Choma (Burn) (Mainstream, 1971)

Com Prince Lasha e Sonny Simmons
- Firebirds (Contemporary, 1968)

Com John Lewis
- Slavic Smile (Baystate, 1982)

Com Abbey Lincoln
- Wholly Earth (Verve, 1998)

Com Eddie Marshall
- Dance of the Sun (Timeless, 1977)

Com Jackie McLean
- One Step Beyond, (Blue Note, 1963)
- Destination... Out! - (Blue Note, 1964)
- Action Action Action (Blue Note, 1964)
- Hipnosis (Blue Note, 1967)

Com Billy Mitchell
- This Is Billy Mitchell (Smash, 1962)

Com Grachan Moncur III
- Evolution (Blue Note, 1963)

Com Frank Morgan
- Reflections (Contemporary, 1988)

Com Lee Morgan
- The Procrastinator (Blue Note, 1967)

Com Grassella Oliphant
- The Grass Roots (Atlantic, 1965)

Com John Patton
- Let 'em Roll (Blue Note, 1965)

Com Duke Pearson
- The Phantom (Blue Note, 1968)
- I Don't Care Who Knows It (Blue Note, 1969)

Com Lou Rawls
- At Last (Blue Note, 1989)

Com Dianne Reeves
- I Remember (Blue Note, 1988)

Com Sonny Rollins
- No Problem (Milestone, 1981)

Com Ted Rosenthal
- Calling You (CTI, 1992)

Com Joe Sample
- Roles (MCA, 1987)

Com Pharoah Sanders
- Rejoice (Theresa, 1981)

Com SFJAZZ Collective
- SFJAZZ Collective (Nonesuch, 2004)
- SFJAZZ Collective 2 (Nonesuch, 2005)

Com Woody Shaw
- Master of the Art (Elektra/Musician, 1982)
- Night Music (Elektra/Musician, 1982)

Com Archie Shepp
- On This Night (Impulse!, 1965)
- New Thing at Newport (Impulse!, 1965)

Com Sonny Stitt
- Just In Case You Forgot How Bad He Really Was (32 Jazz, 1981)

Com McCoy Tyner
- Time for Tyner (Blue Note, 1967)
- Sama Layuca (Milestone, 1974)
- Together (Milestone, 1978)
- Quartets 4 X 4 (Milestone, 1980)
- La Leyenda de La Hora (Columbia, 1981)
- Manhattan Moods (Blue Note, 1993)
- Land of Giants (Telarc, 2003)

Com Harold Vick
- The Caribbean Suite (RCA, 1966)

Com Larry Vuckovich
- Blue Balkan (Inner City, 1980)

Com Cedar Walton
- Among Friends (Evidence, 1982)

Com Paula West
- Come What May (Hi Horse, 2001)

Com Tony Williams
- Life Time (Blue Note, 1964)
- Foreign Intrigue (Capitol, 1985)

Com Gerald Wilson
- Everywhere (Pacific Jazz, 1968)
- California Soul (World Pacific, 1968)
- Eternal Equinox (World Pacific, 1969)